# برون‌گرایی و درون‌گرایی
بُرون‌گِرایی و دَرون‌گِرایی (به انگلیسی: Extraversion and introversion)، یک صفت شخصیتی و یک بُعد اصلی (مرکزی) در نظریهٔ شخصیت انسان است. این دیدگاهی است که توسط کارل یونگ در سال ۱۹۲۰ عمومیت و محبوبیت یافت؛ هرچند که هردوی آنها درک همگانی محسوب شده، و مفهوم مورد استفاده از آن در روان‌شناسی، با منظور اصلی او متفاوت است. یونگ در آن به مسئله گرفتن انرژی انسان از دنیای بیرونش می‌پرداخت. بسیاری از افراد درون‌گرایی را با سکوت و خجالت همراه می‌دانند در مقابل آن انسان‌های برون‌گرا افرادی هستند که اجتماعی و شاد هستند. گاهی به اشتباه درونگرایی با غیر اجتماعی بودن و برونگرایی با اجتماعی بودن اشتباه گرفته میشود. افراد کم‌رو، لزوما از افراد یا تعاملات اجتماعی بیزار  نیستند، بلکه آن ها فقط ارتباط بین فردی را ناخوشایند یا ناراحت کننده می‌دانند. ممکن است فردی خجالتی و اجتماعی، خجالتی و غیراجتماعی، غیرخجالتی و اجتماعی، یا غیرخجالتی و غیراجتماعی باشد. این نظریه یونگ بر این اصل استوار است که درون‌گراها انرژی خود را از درون خود دریافت می‌کنند (ایده‌ها و مفاهیم را از ذهن) و برون‌گراها انرژی خود را از دنیای بیرون خود و در ارتباط با دیگران.
برون‌گرایی در تمایل به بیرون رفتن، پرحرفی، و رفتار پر انرژی نمایان می‌شود، در حالی که درون‌گرایی بیشتر در رفتار انفرادی و خویشتن‌داری آشکار می‌گردد. تقریباً همهٔ مدل‌های جامعِ شخصیتی شامل این چند مفهوم در پیکربندی‌های مختلف هستند. مثال‌ها عبارتند از: پنج عامل بزرگ شخصیت، روان‌شناسی تحلیلی یونگ، مدل سه عاملیِ هانس آیزنک، ۱۶ عامل شخصیت یا پرسش‌نامه ۱۶ عامل شخصیتِ ریموند کاتل، پرسش‌نامه شخصیتی چندمحوری مینه‌سوتا و آزمون شخصیت مایرز–بریگز.
برون‌گرایی و درون‌گرایی هردو معمولاً به عنوان یک زنجیرهٔ پیوستهٔ واحد نگریسته شده‌اند؛ بنابراین، بیشتر بودنش در یکی از آن دو مستلزم کاهش در دیگری است. کارل یونگ و توسعه‌دهندگان شاخص مایرز بریگز دیدگاه‌های متفاوتی ارائه می‌دهند و باور دارند که همه هر دو گرایش برون‌گرایی و درون‌گرایی را دارند، (و معمولاً) یکی از آن دو بر دیگری غالب است. با این حال، به جای تمرکز بر رفتار فردی، یونگ: درون‌گرایی به عنوان «نوع نگرشی که برحسب روش برخورد در جهت‌گیری در زندگی از طریق محتویات ذهنی روانی نمایان می‌شود» (تمرکز بر فعالیت‌های روانی درونی)، و برون‌گرایی: به عنوان «نوع نگرشی که بر حسب شدت علاقه بر روی جسم خارجی تعریف می‌شود» (جهان خارج).

## تاریخچه
نخستین‌بار یونگ واژه‌های «درون‌گرا» و «برون‌گرا» را در سخنرانی خود در دانشگاه کلارک در سال ۱۹۰۹ به کار برد. کتاب «انواع روان‌شناختی» او در سال ۱۹۲۱ منتشر شد و این مفاهیم را به تفصیل شرح داد. در دهه‌های بعد، این مفاهیم در نظریه‌های متعددی در روان‌شناسی شخصیت گنجانده شدند؛ از جمله نظریه هانس آیزنک که این صفات را به سطح تحریک‌پذیری مغز پیوند می‌دهد.

## انواع
برون‌گرایی و درون‌گرایی به‌عنوان دو انتهای یک پیوستار شخصیتی در نظر گرفته می‌شوند. بسیاری از نظریه‌های صفات شخصیتی، این دو را نه به‌عنوان دو دستهٔ جداگانه، بلکه به‌عنوان یک بُعد پیوسته در نظر می‌گیرند. در این دیدگاه، افراد می‌توانند در هر نقطه‌ای از این طیف قرار بگیرند. برخی افراد ممکن است ویژگی‌های هر دو تیپ را داشته باشند که به آن‌ها «دوگرا» (ambivert) گفته می‌شود.

### برون‌گرایی
برون‌گرایی حالتی است که در آن فرد رضایت و انرژی روانی خود را بیشتر از منابع بیرونی مانند تعاملات اجتماعی، رویدادهای محیطی و محرک‌های بیرونی دریافت می‌کند. افراد برون‌گرا معمولاً اجتماعی، مشتاق، پر حرف، جسور و با نشاط هستند. آن‌ها اغلب از بودن در جمع، مهمانی‌ها، کارهای گروهی، و فعالیت‌های جمعی مانند تظاهرات عمومی یا رویدادهای فرهنگی و سیاسی لذت می‌برند و در این فضاها انرژی می‌گیرند. برون‌گراها معمولاً از تنها بودن خسته می‌شوند و تمایل دارند همیشه با دیگران در تعامل باشند. آن‌ها بیشتر با محیط اطراف خود ارتباط برقرار کرده و اغلب در فعالیت‌های گروهی عملکرد خوبی دارند.

### درون‌گرایی
در مقابل، درون‌گرایی حالتی است که در آن فرد رضایت و انرژی روانی خود را از درون خود و دنیای ذهنی‌اش می‌گیرد. افراد درون‌گرا معمولاً محتاط، ساکت، درون‌نگر و تحلیلی هستند. آن‌ها ترجیح می‌دهند وقت خود را صرف فعالیت‌های فردی مانند مطالعه، نوشتن، مدیتیشن یا تأمل کنند و از جمع‌های بزرگ دوری می‌کنند، چرا که این موقعیت‌ها برایشان خسته‌کننده یا آزاردهنده است. درون‌گراها اغلب پیش از صحبت کردن به‌طور عمیق فکر می‌کنند و در تصمیم‌گیری محتاط هستند.
برخی خجالتافراد به اشتباه درون‌گرایی را با خجالتی بودن یا اضطراب اجتماعی یکی می‌دانند، در حالی که درون‌گرایی بیشتر یک ترجیح است تا یک ترس یا اضطراب. درون‌گراها الزاما از تعامل اجتماعی نمی‌ترسند، بلکه صرفاً محیط‌های آرام‌تر را ترجیح می‌دهند. در مطالعه‌ای از سوزان کین، نویسنده کتاب «آرام»، درون‌گرایی به‌عنوان ترجیح افراد برای سطوح پایین‌تر تحریک محیطی توصیف شده‌است، نه به‌عنوان مشکلی که باید درمان شود.

### دوگرایی (Ambiversion)
دوگرایی حالتی است که در آن فرد ویژگی‌هایی از هر دو تیپ درون‌گرا و برون‌گرا را دارد و در شرایط مختلف می‌تواند رفتارهای متفاوتی از خود نشان دهد. دوگراها معمولاً از نظر رفتاری منعطف‌تر هستند و بسته به موقعیت ممکن است اجتماعی یا گوشه‌گیر ظاهر شوند. این ویژگی به آن‌ها اجازه می‌دهد هم از تعاملات اجتماعی لذت ببرند و هم از تنهایی بهره‌مند شوند.

## سنجش
میزان برون‌گرایی و درون‌گرایی معمولاً با استفاده از ابزارهای خودسنجی (self-report) ارزیابی می‌شود، هرچند ارزیابی‌های مبتنی بر نظر دیگران (مانند گزارش دوستان، همکاران یا مشاهده مستقیم) نیز کاربرد دارند. ابزارهای خودسنجی معمولاً به دو صورت طراحی می‌شوند: ابزارهای واژگانی (lexical) که از صفات توصیفی استفاده می‌کنند و ابزارهای عبارتی (statement-based) که از جملاتی در مورد رفتار یا نگرش استفاده می‌کنند.

### ابزارهای واژگانی
در روش واژگانی، از صفت‌هایی مانند «خوش‌مشرب»، «پر‌حرف»، «کم‌حرف» یا «ساکت» برای سنجش این بُعد شخصیتی استفاده می‌شود. صفاتی که نشان‌دهندهٔ درون‌گرایی هستند به‌صورت معکوس نمره‌گذاری می‌شوند تا در نهایت یک طیف پیوسته از برون‌گرایی تا درون‌گرایی حاصل شود. لوئیس گلدبرگ (Lewis Goldberg) در سال ۱۹۹۲ یک فهرست ۲۰ واژه‌ای به‌عنوان بخشی از نشانگرهای پنج عامل بزرگ شخصیت توسعه داد. همچنین، جرالد سوسیِر (Gerald Saucier) نسخه‌ای کوتاه‌تر شامل ۸ واژه را به‌عنوان «مینی‌مارکرها» ارائه کرد.
با این حال، بررسی‌ها نشان داده‌اند که نسخهٔ اصلی مینی‌مارکرهای سوسیِر برای نمونه‌های غیربومیِ انگلیسی زبان عملکرد روان‌سنجی ضعیف‌تری دارد. به همین دلیل، نسخهٔ جدیدی با عنوان "Mini-Markers بین‌المللی" توسعه یافت که اعتبار و پایایی بالاتری در ارزیابی برون‌گرایی و سایر ابعاد شخصیتی دارد، به‌ویژه در جمعیت‌های غیربومی انگلیسی‌زبان. ضریب پایایی آلفای کرونباخ برای این ابزار در میان انگلیسی‌زبانان بومی ۰٫۹۲ و در میان غیر بومی‌ها ۰٫۸۵ گزارش شده‌است.

### ابزارهای عبارتی
در روش عبارتی، از جملاتی استفاده می‌شود که رفتارها یا نگرش‌های خاصی را توصیف می‌کنند، مانند: «در مهمانی با افراد زیادی صحبت می‌کنم» یا «اغلب در کنار دیگران احساس ناراحتی می‌کنم». پاسخ‌دهنده باید میزان انطباق خود را با این جملات مشخص کند.
در حالی‌که ابزارهای عبارتی در جمعیت‌های آمریکای شمالی اعتبار قابل قبولی دارند، در فرهنگ‌ها یا زبان‌های دیگر ممکن است چندان دقیق نباشند. برای مثال، جمله‌هایی که به مهمانی‌ها اشاره دارند برای افرادی که به دلایل فرهنگی یا شخصی در چنین موقعیت‌هایی شرکت نمی‌کنند، کاربردی نخواهند بود. همچنین، زبان محاوره‌ای و بومی آمریکایی برخی از این جملات ممکن است برای کاربران غیرانگلیسی‌زبان دشوار و مبهم باشد.

### نظریه آیزنک
هانس آیزنک ویژگی برون‌گرایی–درون‌گرایی را به عنوان میزان تعامل و ارتباط فرد با دیگران تعریف کرد. او معتقد بود این تفاوت‌های رفتاری ناشی از تفاوت‌های فیزیولوژیکی در مغز انسان هستند.
آیزنک این تفاوت‌ها را به فعالیت سیستم فعال‌سازی مشبک صعودی (ARAS) در قشر مغز مرتبط دانست. این مسیر مغزی در تنظیم میزان هوشیاری نقش دارد. طبق نظریه او، درون‌گراها سطح برانگیختگی پایهٔ بالاتری دارند، در حالی که برون‌گراها سطح پایین‌تری از تحریک‌پذیری مغزی دارند. در نتیجه، برون‌گراها برای رسیدن به سطح مطلوب تحریک، به محرک‌های محیطی بیشتری مانند تعاملات اجتماعی نیاز دارند، اما درون‌گراها تمایل دارند از تحریک اضافی اجتناب کنند.
آیزنک برون‌گرایی را ترکیبی از دو گرایش اصلی می‌دانست: تکانشگری (impulsiveness) و جامعه‌پذیری (sociability). او بعدها ویژگی‌های خاص‌تری از جمله سرزندگی، سطح فعالیت، و هیجان‌پذیری را به آن اضافه کرد. این ویژگی‌ها در ساختار سلسله‌مراتبی شخصیت آیزنک به پاسخ‌های رفتاری خاصی مانند شرکت در مهمانی‌ها یا فعالیت‌های اجتماعی تبدیل می‌شوند.
آیزنک همچنین این ویژگی را با چهار خُلق‌وخو در پزشکی یونان باستان مقایسه کرد. در این طبقه‌بندی، خُلق‌های صفراوی (choleric) و دموی (sanguine) با برون‌گرایی، و خُلق‌های سوداوی (melancholic) و بلغمی (phlegmatic) با درون‌گرایی مطابقت دارند.
مطالعات روی دوقلوها نیز نشان داده‌اند که این بُعد شخصیتی دارای مؤلفه‌های ژنتیکی مشخصی است.

## عوامل زیستی

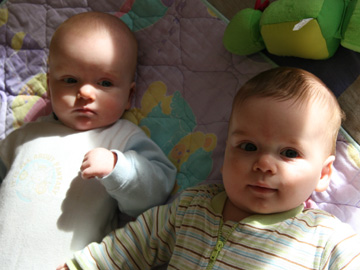
مطالعات دوقلوها نشان می دهد که برون گرایی- درون گرایی دارای یک جزء ژنتیکی است

اهمیت نسبیِ عوامل ژنتیکی در مقابل عوامل محیطی در تعیین سطح برون‌گرایی، موضوعی بحث‌برانگیز و محور بسیاری از پژوهش‌ها است. مطالعات روی دوقلوها نشان داده‌اند که میزان وراثت‌پذیری این ویژگی بین ۳۹٪ تا ۵۸٪ متغیر است. در عین حال، تأثیر محیط خانوادگی مشترک بسیار کمتر از عوامل محیطی فردیِ غیرمشترک بین خواهر و برادرهاست.
هانس آیزنک فرض کرد که برون‌گرایی ناشی از تفاوت در برانگیختگی قشری (cortical arousal) مغز است. او پیشنهاد کرد که درون‌گراها سطح فعالیت قشری بالاتری دارند و به‌طور مزمن بیشتر تحریک‌شده‌اند، بنابراین تمایل دارند از محرک‌های محیطی شدید دوری کنند. در مقابل، برون‌گراها برای رسیدن به سطح مطلوب برانگیختگی، نیازمند تحریک بیشتر هستند و به همین دلیل به‌دنبال فعالیت‌های اجتماعی می‌روند.
شواهدی در حمایت از این نظریه وجود دارد؛ از جمله اینکه درون‌گراها در پاسخ به محرک‌هایی مانند آبلیمو، بزاق بیشتری ترشح می‌کنند، که نشان‌دهندهٔ فعالیت بالاتر سیستم فعال‌سازی مشبک صعودی (ARAS) در مغز آن‌ها است.
برون‌گرایی همچنین با حساسیت بیشتر دستگاه دوپامینی مزولیمبیک (mesolimbic dopamine system) نسبت به محرک‌های پاداش‌دهنده مرتبط است. این حساسیت بیشتر دوپامین ممکن است یکی از دلایل تجربهٔ بیشتر هیجان مثبت در افراد برون‌گرا باشد.
مطالعات تصویربرداری مغزی نشان داده‌اند که درون‌گراها جریان خون بیشتری در لوب پیشانی و تالاموس قدامی دارند)(ناحیه‌هایی مرتبط با پردازش درونی مانند برنامه‌ریزی و حل مسئله). در حالی‌که در برون‌گراها نواحی‌ای مانند شکنج سینگولیت قدامی، لوب گیجگاهی، و تالاموس خلفی‌(که درگیر تجربه‌های حسی و هیجانی هستند) فعال‌ترند.
تحقیقات دیگر نشان داده‌اند که درون‌گرایی با افزایش ماده خاکستری در قشر پیش‌پیشانی راست و اتصال آهیانه-گیچگاهی راست و همچنین افزایش حجم ماده سفید مغز در ارتباط است.
در نهایت، مطالعات تصویربرداری عصبی کارکردی حاکی از آن‌اند که برون‌گرایی با فعالیت بیشتر در نواحی‌ای مانند قشر پیش‌پیشانی، آمیگدال، و شکنج گیجگاهی میانی همراه است.

## رفتار
برون‌گراها تمایل بیشتری به فعالیت‌های اجتماعی دارند، در حالی که درون‌گراها اغلب ترجیح می‌دهند در فعالیت‌های انفرادی مانند مطالعه یا نوشتن شرکت کنند. برخی پژوهش‌ها نشان داده‌اند که افراد برون‌گرا از تعاملات اجتماعی انرژی می‌گیرند، در حالی که درون‌گراها ممکن است پس از چنین تعاملاتی خسته شوند.
تفاوت‌های رفتاری مختلفی میان برون‌گرایان و درون‌گرایان مشاهده شده‌است. بر اساس یک پژوهش، برون‌گرایان تمایل دارند لباس‌های تزیینی و جذاب‌تری بپوشند، در حالی که درون‌گرایان ترجیح می‌دهند لباس‌هایی راحت و کاربردی بر تن کنند.
همچنین برون‌گرایان بیشتر به موسیقی شاد و پرانرژی علاقه‌مندند، در حالی که درون‌گرایان ترجیح می‌دهند موسیقی آرام‌تری گوش دهند.
نحوه چیدمان محل کار نیز با شخصیت افراد در ارتباط است: برون‌گرایان معمولاً دفاتر کاری خود را تزئین می‌کنند، درها را باز می‌گذارند و برای استقبال از دیگران صندلی اضافه می‌گذارند. در مقابل، درون‌گرایان محیط کار خود را طوری می‌چینند که تعاملات اجتماعی را به حداقل برسانند.
با این حال، مطالعات تجربه‌نگاری نشان می‌دهند که رفتارهای برون‌گرایانه و درون‌گرایانه اغلب همپوشانی دارند و هر دو گروه می‌توانند در شرایط خاصی مشابه عمل کنند.

## پیامدها
تحقیقات نشان داده‌اند که بین برون‌گرایی و احساس شادی رابطه وجود دارد. افرادی که برون‌گراتر هستند، به طور میانگین رضایت بیشتری از زندگی گزارش می‌کنند.
با این حال، برخی شواهد نشان می‌دهند که رفتارهای برون‌گرایانه صرفاً نشان‌دهنده شادی بیشتر نیستند و ممکن است بازتابی از انتظارات فرهنگی یا میل به تأیید اجتماعی باشند.
برخی از مطالعات نشان داده‌اند که برون‌گرایان بیشتر درگیر رفتارهای ضداجتماعی یا پرخطر می‌شوند، در حالی که درون‌گرایان با ویژگی‌هایی همچون هوش، عمق فکری و موفقیت تحصیلی در ارتباط هستند.

## تفاوت‌های منطقه‌ای
در برخی فرهنگ‌ها مانند فرهنگ‌های غربی و ایالات متحده، برون‌گرایی ارزش بیشتری دارد و رفتارهای اجتماعی پاداش می‌گیرند، در حالی که در فرهنگ‌هایی مانند چین، ژاپن و هند، گرایش بیشتری به سمت ارزش‌گذاری بر سکوت، تأمل و درون‌گرایی دارند.
مطالعات همچنین نشان داده‌اند که مردم مناطق کوهستانی (مثلاً در ایالت‌های شمال‌غرب آمریکا) نسبت به ساکنان مناطق ساحلی یا شهری، درون‌گراتر هستند.

## پیوند با شادی و رضایت از زندگی
برخی مطالعات، همبستگی مثبتی بین برون‌گرایی و شادکامی نشان داده‌اند. با این حال، عوامل دیگری مانند روان‌رنجوری نیز تأثیر قابل توجهی دارند. همچنین برخی پژوهشگران معتقدند که تأکید بیش از حد فرهنگی بر برون‌گرایی، ممکن است منجر به نادیده‌گرفتن ارزش‌های درون‌گرایی شود.
بیشتر مطالعات روان‌شناختی نشان می‌دهند که برون‌گرایی با احساسات مثبت و رضایت از زندگی رابطه دارد. افراد برون‌گرا به دلیل تعاملات اجتماعی بیشتر و تجربه بیشتر عاطفه مثبت، سطح شادی بالاتری را گزارش می‌کنند.
با این حال، این رابطه در صورت کنترل عامل «روان‌رنجوری» کاهش می‌یابد، و برخی محققان بر این باورند که روان‌رنجوری (نه درون‌گرایی یا برون‌گرایی) پیش‌بینی‌کننده اصلی شادکامی است.
همچنین شواهدی وجود دارد که نشان می‌دهد افراد درون‌گرا زمانی که بتوانند محیط‌های آرام و مطابق با ترجیحاتشان را داشته باشند (موسوم به «طاقچه‌های ترمیمی»)، می‌توانند به سطح شادی قابل توجهی دست یابند.